# Política da Paraíba
A política da Paraíba ocorre no âmbito do federalismo brasileiro, no qual o estado da Paraíba é uma das 27 unidades federativas brasileiras. Assim sendo, possui certa autonomia dentro da estrutura governamental brasileira e situa-se intermediariamente, entre a esfera federal e a municipal. Tal autonomia implica a existência de poderes executivo, judiciário e legislativo próprios, porém, que seguem as características nacionais do republicanismo, democracia representativa, federalismo.
A Paraíba é regida pela Constituição do Estado da Paraíba de 1989, que foi promulgada em 5 de outubro de 1989. E esta define em seu artigo 9º os municípios como "unidades territoriais dotadas de autonomia política, administrativa e financeira" totalizando hoje 223 municípios, incluindo João Pessoa, capital do estado; são mencionadas também regiões metropolitanas, aglomerações urbanas e microrregiões para fins administrativos.

## História

### Domínio português

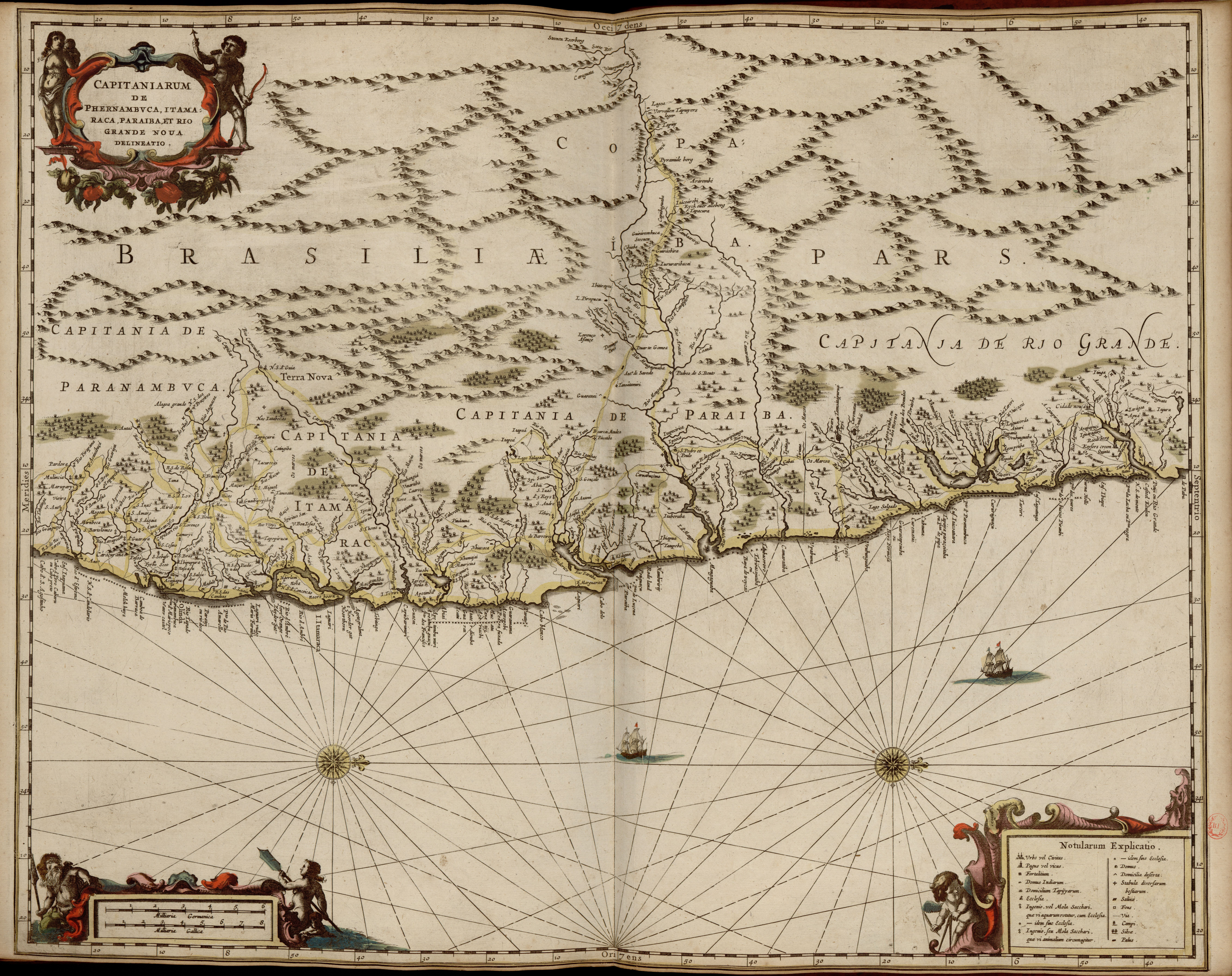
Capitanias de Pernambuco, Itamaracá, Paraíba e Rio Grande do Norte. Mapa holandês de 1657.

Até 1574, as terras que iriam constituir o estado da Paraíba, faziam parte da capitania de Itamaracá. Após a Tragédia de Tracunhaém, a Coroa Portuguesa ordenou a ocupação da área, o que não obteve êxito imediato por conta da resistência dos indígenas potiguaras e seus aliados franceses. Outras tentativas de conquista foram efetuadas em 1575, 1579 e 1582, mas somente em 5 de agosto de 1585 os portugueses obtiveram sucesso, ao firmar uma aliança com os indígenas tabajaras e finalmente controlar o território.
O processo de ocupação da Paraíba se fez inicialmente pelo litoral, no século XVI, e a partir de meados do século XVII pelo interior, através das bandeiras, missões de catequese e pela expansão pecuarista. Campina Grande, a segunda maior cidade do estado, foi fundada em 1697 e transformou-se num dos principais centros políticos e econômicos da Paraíba.

### Invasões holandesas

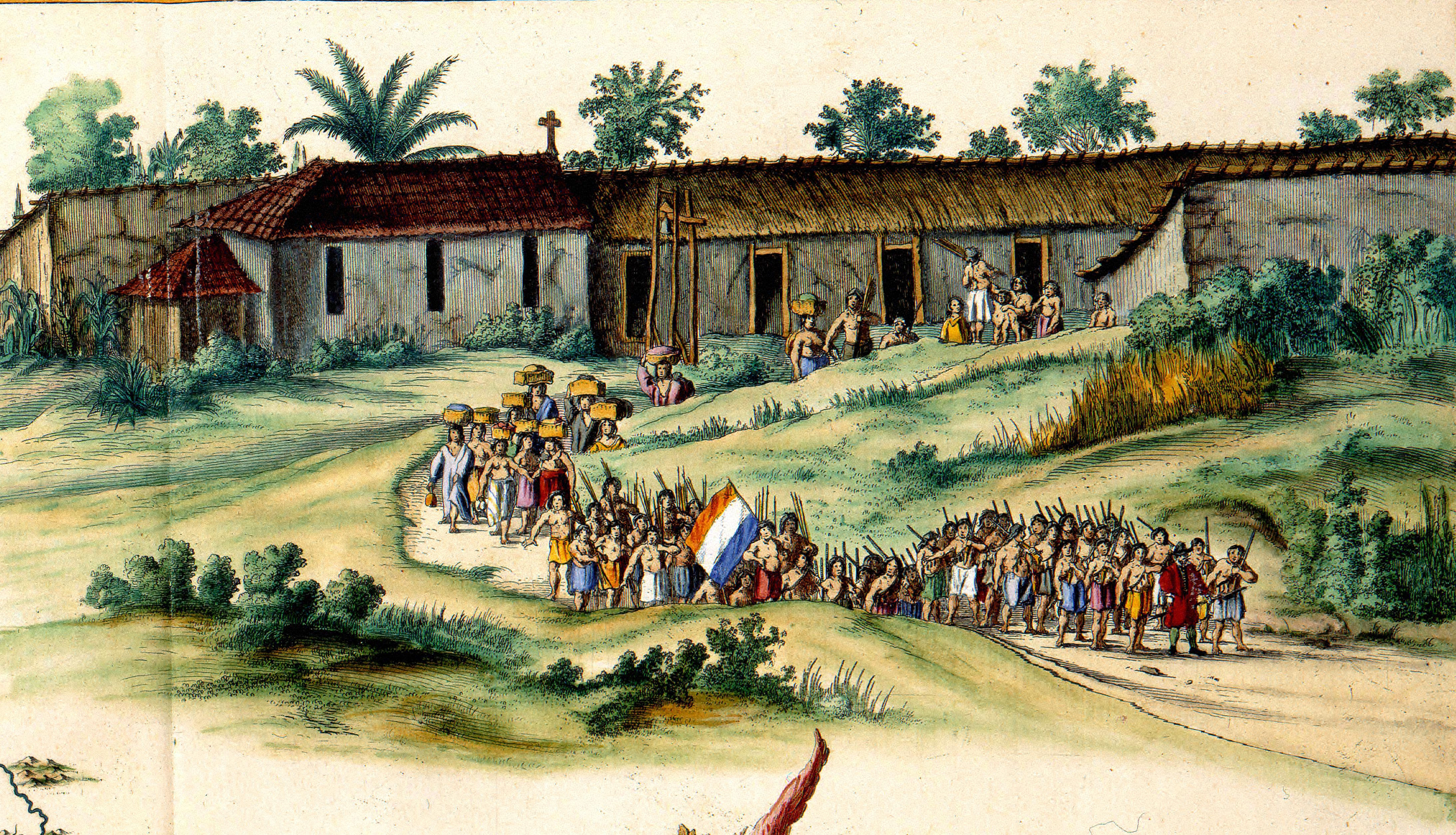
Engenho na Paraíba holandesa, 1645.

No contexto das invasões holandesas (1630-1654), a capitania da Paraíba foi ocupada pelos neerlandeses em 1634, quando derrotaram as forças do governador Antônio de Albuquerque Maranhão e tomaram a Fortaleza de Santa Catarina, em Cabedelo. Os invasores só seriam definitivamente expulsos vinte anos depois, mas alguns holandeses como Gaspar Wanderley (1595-1665), decidiram permanecer no Brasil e ainda hoje possuem descendentes envolvidos com a política paraibana e brasileira.

### Revolução de 1817
A Revolução Pernambucana de 1817 foi a única das rebeliões separatistas no período colonial que conseguiu efetivamente tomar o poder (as outras sendo a Inconfidência Mineira, de 1789, e a Conjuração Baiana, de 1798), e proclamar uma república. A rebelião estendeu-se para as províncias da Paraíba, Rio Grande do Norte e Ceará. Após três meses, os revoltosos foram derrotados pelas tropas enviadas por D. João VI. Todavia, as ideias liberais haviam vindo para ficar.

### Confederação do Equador
Outra revolução visando constituir uma república, a Confederação do Equador é considerada um desdobramento da Revolução de 1817 e recebeu apoio popular. Duas facções políticas se digladiavam pelo controle de Pernambuco: os monarquistas de Francisco Pais Barreto, presidente da província nomeado por D. Pedro I, e os liberais republicanos de Manoel de Carvalho Paes de Andrade. Pais Barreto foi deposto num golpe de estado, e os liberais proclamaram a Confederação do Equador, que além de Pernambuco incluía as províncias da Paraíba, Piauí, Ceará, Rio Grande do Norte, Sergipe e Alagoas. Na Paraíba, a Vila Imperial dos Patos (atual Patos) foi um importante centro de propagação das ideias republicanas, tanto em 1817 quanto em 1824; por ali passou preso, em 7 de setembro de 1824, o líder revoltoso Frei Caneca, a caminho da sua execução no Recife (e que ocorreria em 13 de janeiro do ano seguinte).

### Guerra do Paraguai
A Paraíba enviou um batalhão de Voluntários da Pátria para a Guerra do Paraguai em maio de 1865, seguido por um destacamento da Força Pública da Paraíba em junho do mesmo ano. O destacamento, composto por 210 praças e 10 oficiais, tinha por comandante o major José Vicente Monteiro da Franca. Todavia, houve também resistência ao recrutamento militar, e indivíduos tidos como "indesejáveis" viram-se alvo dos recrutadores (que recebiam uma quantia por cada "recruta" entregue às autoridades).

### Proclamação da República
Com a queda da monarquia, o marechal Deodoro da Fonseca nomeou como presidente da província o conservador Venâncio Neiva. Quando o marechal foi destituído por Floriano Peixoto, Neiva também caiu. Após um período sem chefe do executivo, a província viria a ser governada por Álvaro Lopes Machado, um liberal indicado por Floriano.

### República Velha (1889-1930)

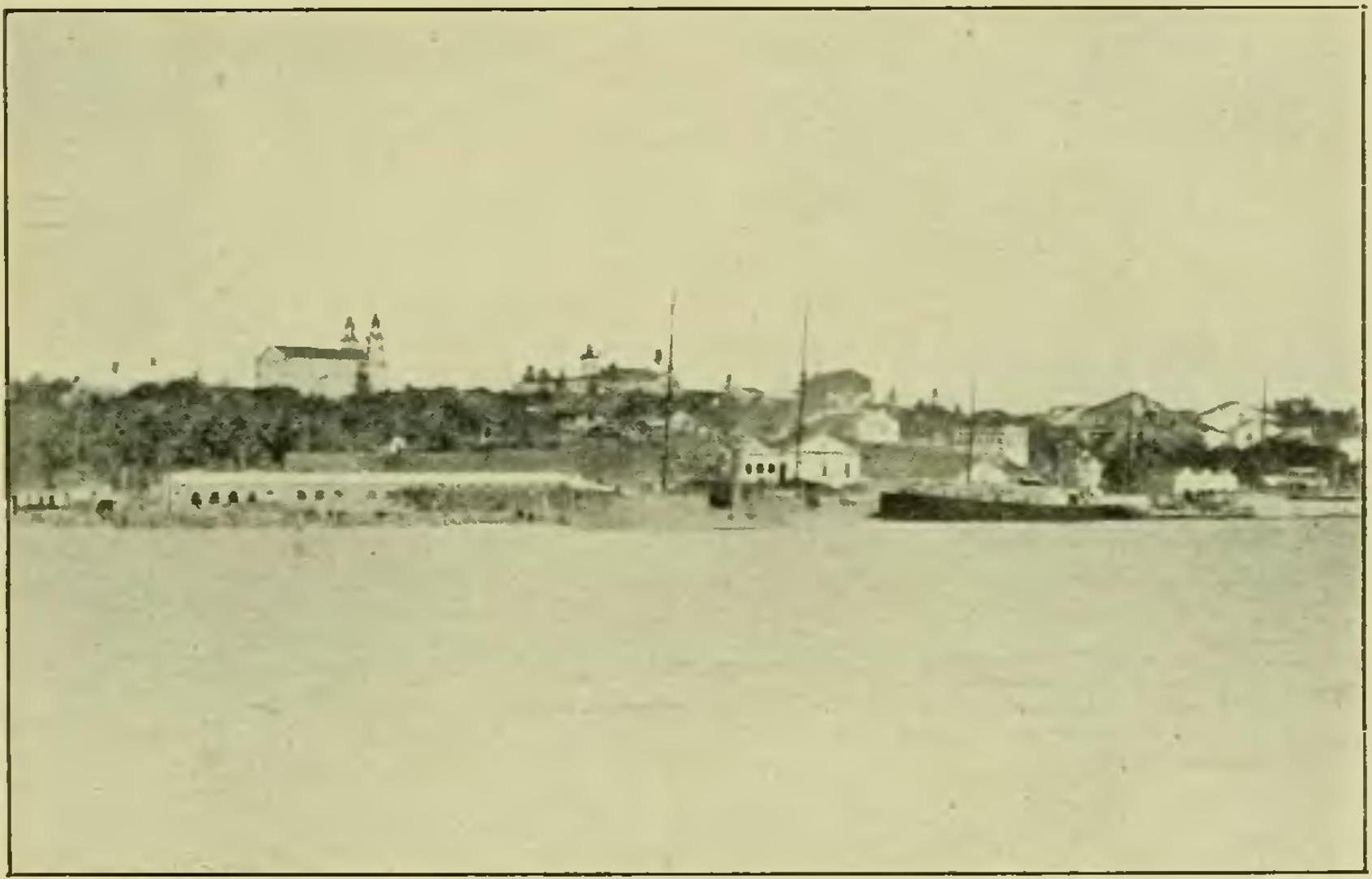
Cidade da Paraíba (atual João Pessoa), vista do rio Sanhauá (c. 1903).

Durante a República Velha, o controle político na Paraíba foi disputado por três grupos políticos chefiados por "coronéis": o venancismo (Venâncio Neiva), o alvarismo (Álvaro Machado) e o epitacismo (Epitácio Pessoa). O alvarismo dominou entre 1892 e 1912 através do Partido Republicano da Paraíba, fundado por Álvaro Machado. O epitacismo controlou o estado entre 1915 e 1930, sendo Epitácio Pessoa eleito presidente da república para o período 1919-1922. Nesta época, os clãs políticos que continuariam a dominar a cena política paraibana pelas próximas décadas, já estavam consolidados:

#### República de Princesa

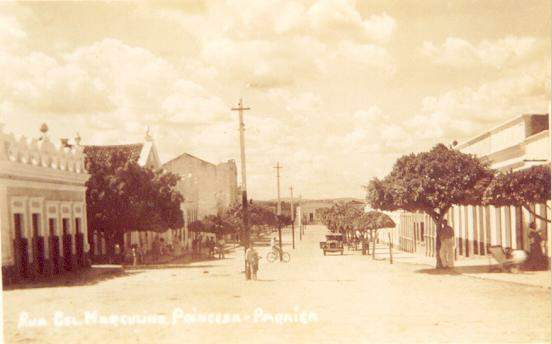
Avenida Cel. Marcolino Pereira, Princesa, início do século XX.

O epitacista João Pessoa Cavalcanti de Albuquerque, sobrinho de Epitácio Pessoa, foi presidente (governador) da Paraíba entre 1928-1930, ano em que candidatou-se a vice-presidente da república na chapa (derrotada) de Getúlio Vargas. Durante a administração João Pessoa, este aumentou as taxas de exportação de algodão, uma das principais culturas do estado, o que irritou profundamente os "coronéis" latifundiários. Um destes latifundiários era José Pereira Lima, do município de Princesa (atual Princesa Isabel), o qual em 5 de junho de 1930 armou uma emboscada contra um destacamento da Força Policial, enviado para impedir a evasão fiscal; no ataque, ocorrido à altura da cidade de Tavares, dezenas de policiais teriam perdido a vida (os números variam de acordo com a fonte consultada, de 50 a 200).
Após sua vitória, em 9 de junho de 1930 o "coronel" José Pereira declarou a independência de Princesa, que deixaria de obedecer ao governo da província e se reportaria diretamente ao governo federal, no Rio de Janeiro. Tentativas posteriores de retomar a cidade foram infrutíferas, e com a morte de João Pessoa (assassinado no Recife em 26 de julho deste mesmo ano), o movimento perdeu força. O presidente da república, Washington Luís, ordenou então que o exército invadisse a cidade, o que ocorreu em 11 de agosto de 1930, sem resistência. José Pereira, que deixou posteriormente a cidade, foi anistiado pelo governo Vargas, em 1934.

### Revolução de 1930
Com o assassinato de João Pessoa, a Aliança Liberal (que havia perdido as eleições presidenciais), resolveu contestar o resultado do pleito, e com o apoio das Forças Armadas, deu um golpe de estado. Washington Luís foi deposto, e Getúlio Vargas assumiu a presidência da república. Na Paraíba, Antenor de França Navarro foi um dos principais líderes da Revolução de 1930; ao lado de José Américo de Almeida e dos tenentes Agildo Barata, Juracy Magalhães, Jurandir Bizarria Mamede e Juarez Távora, tomaram o 22º Batalhão de Caçadores e outros prédios públicos. Da capital da Paraíba, o movimento espalhou-se para o interior e capitais vizinhas.

#### Estado Novo na Paraíba
Talvez por conta da morte de João Pessoa ter desencadeado os eventos que levaram à Revolução de 1930, a Paraíba foi aliada de primeira hora de Getúlio Vargas. Sete interventores nomeados por Vagas estiveram à frente do executivo paraibano, entre 1930 e 1945:
- José Américo de Almeida (1930): deixou a interventoria para ser ministro da Viação e Obras Públicas de Vargas; citado como a "eminência parda" da Revolução no Nordeste;[20]
- Antenor de França Navarro (1930-1932): sucedeu Almeida, mas faleceu num desastre aéreo em 1932; sua principal realização foi o porto de Cabedelo;[21]
- Gratuliano da Costa Brito (1932-1934);
- José Marques da Silva Mariz (1934-1935);
- Argemiro de Figueiredo (1935-1940): considerado o responsável pela modernização e mecanização da lavoura na Paraíba;[19]
- Antônio Galdino Guedes (1940): foi interventor entre 29 de julho e 16 de agosto;
- Rui Carneiro (1940-1945): indicado por Vargas como nome de consenso, já que grupos políticos adversários disputavam a interventoria. Sua administração, ocorrida no âmbito do Estado Novo, ficou marcada pela repressão e perseguição política, inclusive contra correligionários (caso do seu antecessor no cargo, Argemiro de Figueiredo); contra a Diocese Paraibana, apoiando-se na rede assistencialista criada pelo monsenhor José Coutinho (o Padre Zé); e contra estrangeiros (principalmente aqueles dos países do Eixo: italianos e alemães).[19]

### Ditadura militar
Quando ocorreu o golpe de estado em 1964, a Paraíba era governada por Pedro Gondim, aliado do presidente João Goulart. Gondim conseguiu permanecer no cargo até 1966, quando se elegeu deputado federal pela ARENA (partido governista); todavia, foi posteriormente cassado, e teve seus direitos políticos suspensos por dez anos. Seus sucessores, nomeados pelo regime militar, foram:
- João Agripino Filho (1966-1971);
- Ernâni Sátiro (1971-1975);
- Ivan Bichara (1975-1979);
- Tarcísio Burity (1979-1983).

### Nova República
O primeiro governador eleito pelo voto popular na Paraíba, em 1982, no final da ditadura militar, foi Wilson Braga (PDS), filho de tradicional família de Conceição, onde seu pai foi chefe do executivo municipal por três vezes. Braga não chegou a terminar seu mandato, pois renunciou em 1986 juntamente com o vice, José Carlos da Silva Júnior, para concorrer ao cargo de senador, pleito no qual foram derrotados pelos candidatos do PMDB, Raimundo Lira e Humberto Lucena. Em 1988, Braga candidatou-se e venceu a eleição para a prefeitura de João Pessoa (onde havia sido o responsável como governador, pela criação dos bairros de Mangabeira e Valentina Figueiredo, dentre outras obras).
Por conta da vacância do cargo de governador e vice entre 1986 e 1987, o executivo estadual foi ocupado interinamente em 1986 por Rivando Bezerra Cavalcanti (presidente do Tribunal de Justiça) e entre 1986-1987 por Milton Bezerra Cabral (eleito pela Assembleia Legislativa). Em 1986, também foi reeleito Tarcísio Burity, o último governador nomeado pelos militares, para o período 1987-1991.
Burity foi sucedido por Ronaldo Cunha Lima, que governou de 1991 a 1994. Cunha Lima renunciou ao cargo em 1994, para se candidatar ao senado, sendo substituído por seu vice, Cícero Lucena.
Antônio Mariz foi eleito governador em 1994 para o período 1995-1999, mas faleceu em 16 de setembro de 1995, sendo substituído por seu vice, José Maranhão. Maranhão terminou o mandato e se reelegeu em 1998, mas renunciou ao cargo em 2002, quando concorreu ao senado. O mandato foi então completado pelo vice, Roberto Paulino.
Cássio Cunha Lima, filho de Ronaldo Cunha Lima, foi eleito em 2002 para o período 2003-2007. Candidatou-se à reeleição e venceu o pleito em 2006, mas em fevereiro de 2009 teve o mandato cassado, por decisão judicial. O segundo colocado nas eleições, o ex-governador José Maranhão, assumiu então o cargo, permanecendo nele até janeiro de 2011.
Ricardo Vieira Coutinho (PSB) foi eleito em 2010 para o período 2011-2015. Em 2014, foi reeleito, permanecendo no cargo até 2019, quando entregou o governo ao seu ex-secretário de Infraestrutura, João Azevêdo, o qual foi reeleito em 2023 e é o atual governador do estado.

## Estrutura governamental

### Executivo

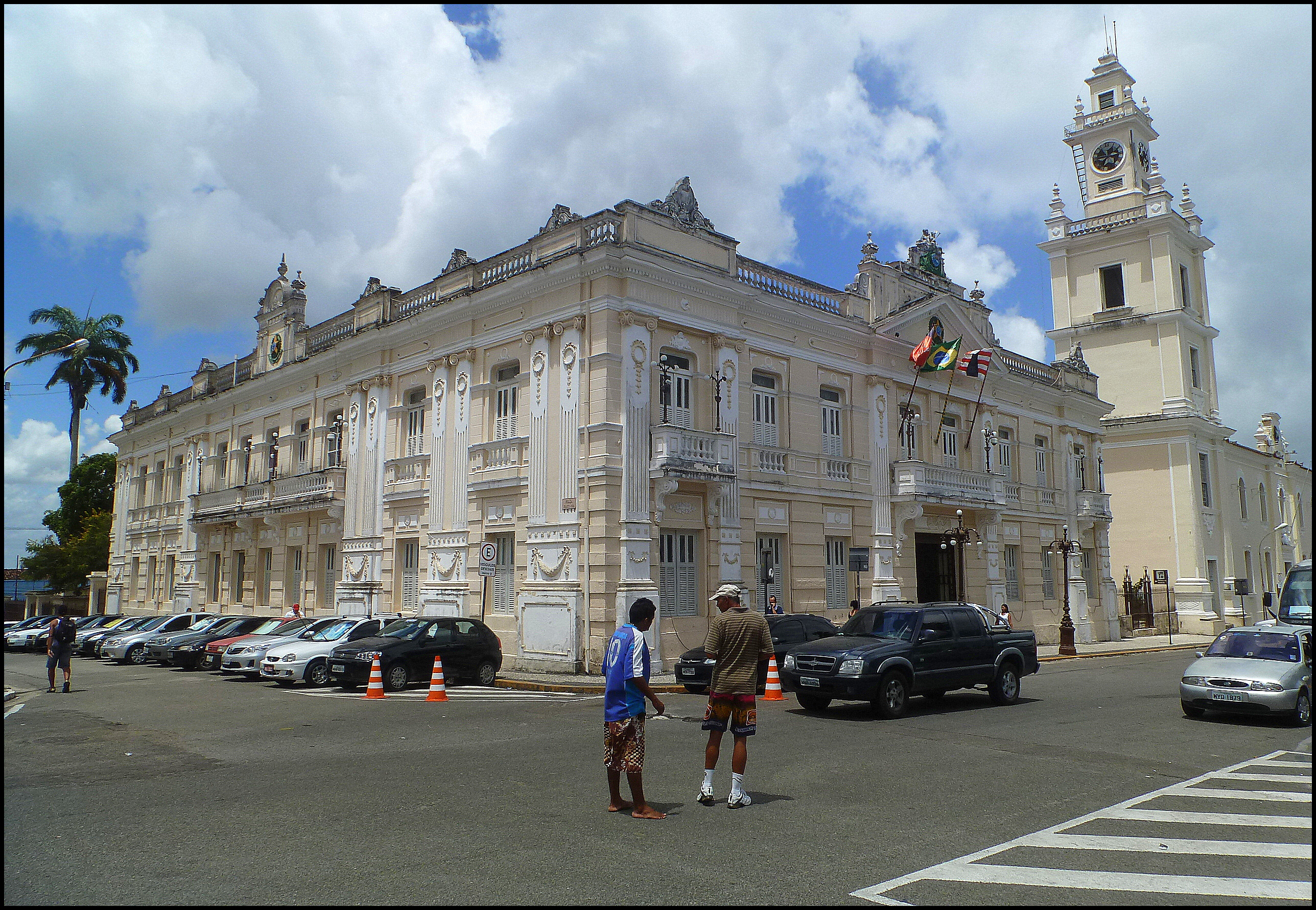
Palácio da Redenção, sede do poder executivo da Paraíba.

O poder executivo paraibano tem como sua figura mais importante o governador, que é eleito pela população em sufrágio universal, através do voto direto e secreto, a cada quatro anos, sendo que um governador em exercício pode ser reeleito para mais um mandato.
A sua sede desde 1771, é o Palácio da Redenção, localizado em João Pessoa e construído originalmente em 1586 para abrigar jesuítas. Sofreu várias reformas, e não apresenta mais suas características primitivas. Durante o período imperial, foi denominado "Palácio da Presidência"; o nome "Palácio da Redenção" supostamente viria de uma sugestão de caráter popular.
O governador tem como funções administrativas, dentre outras:
1. sancionar ou vetar projetos de lei;
2. nomear e/ou exonerar secretários, e outros servidores quando aprovado pela Assembleia Legislativa ou determinado em lei;[nota 2]
3. decretar e executar a intervenção nos municípios, ouvida a Assembleia Legislativa;
4. enviar à Assembleia Legislativa o plano plurianual, o projeto de lei de diretrizes orçamentárias e as propostas de orçamento previstas na Constituição;
5. prestar contas anualmente à Assembleia Legislativa sobre o exercício anterior;
6. propor ação de inconstitucionalidade.

Existe ainda o vice-governador, que substitui o governador caso este renuncie de sua posição, seja afastado do poder ou precise afastar-se do cargo temporariamente. Se os cargos de governador e vice-governador ficarem vagos por algum motivo, os presidentes da Assembleia Legislativa e do Tribunal de Justiça irão assumi-los sucessivamente, e uma nova eleição se realizará noventa dias depois, exceto se isso acontecer nos dois últimos anos de mandato para ambos os cargos: nesse caso, a eleição ocorrerá de forma indireta trinta dias após a vacância, pela Assembleia Legislativa. 
| Órgão                                               | Função | Fonte  |
| --------------------------------------------------- | --- | ------ |
| Administração                                       | "Gerir políticas públicas nas áreas de recursos humanos, patrimônio e logística, compras e modernização da gestão institucional, dotando a Administração Direta e Indireta do Poder Executivo de condições essenciais para a excelência do serviço público". | [ 38 ] |
| Administração Penitenciária                         | Enfrentamento aos delitos e reintegração de transgressores à sociedade. | [ 39 ] |
| Agricultura Familiar e Desenvolvimento do Semiárido | "Contribuir com a construção de comunidades rurais felizes com modos de vida sustentáveis no estado da Paraíba". | [ 40 ] |
| Casa Civil do Governador                            | Articulação política e administrativa, além de coordenar a execução das políticas públicas. | [ 41 ] |
| Casa Militar do Governador                          | "Promover a segurança pessoal e patrimonial dos titulares do Poder Executivo Estadual, prestando assistência ao Governador no trato e na apreciação de assuntos de natureza militar". | [ 42 ] |
| Ciência, Tecnologia, Inovação e Ensino Superior     | "(...)tem como objetivo a implantação e implementação das ações inerentes a coordenação, execução, controle e orientação normativa da política estadual e das atividades concernentes à Ciência, Tecnologia, Inovação e Ensino Superior". | [ 43 ] |
| Comunicação Institucional                           | "Garantir a comunicação clara, transparente e eficaz entre o governo e a sociedade, promovendo a disseminação de informações públicas, a participação cidadã e o fortalecimento da democracia". | [ 44 ] |
| Controladoria Geral do Estado                       | "Assegurar o fiel cumprimento das leis, normas e procedimentos através de ações de auditoria preventiva e corretiva que tornem eficaz o controle interno". | [ 45 ] |
| Cultura                                             | "Reconhecer, Valorizar, Fortalecer e Estimular o fomento cultural no Estado, promovendo o reconhecimento das manifestações culturais e artísticas existentes, ressaltando a singularidade identitária paraibana". | [ 46 ] |
| Desenvolvimento da Agropecuária e Pesca             | "Tem a finalidade de formular, implementar, coordenar e monitorar as políticas públicas voltadas ao desenvolvimento sustentável da agricultura, pesca e pecuária". | [ 47 ] |
| Desenvolvimento e da Articulação Municipal          | "Planejar e fomentar alternativas produtivas e de investimentos para os municípios, bem como formular a política de desenvolvimento municipal do Estado e disponibilizar a assistência técnica abrangente às municipalidades e associações". | [ 48 ] |
| Desenvolvimento Humano                              | "Promover o desenvolvimento humano e social na Paraíba, por meio da gestão de políticas públicas nas áreas da Assistência Social, Direitos Humanos, Segurança Alimentar e Nutricional, Emprego e Renda e Economia Solidária". | [ 49 ] |
| Educação                                            | "(...)coordenar e executar a política de governo nas áreas de educação". | [ 50 ] |
| Empreender                                          | "Fomentar o empreendedorismo, por meio da concessão de crédito produtivo e orientado, incentivando o desenvolvimento social e econômico na Paraíba". | [ 51 ] |
| Secretaria de Fazenda                               | "Viabilizar financeiramente as ações do Estado, contribuindo para o seu desenvolvimento econômico e social, com justiça fiscal". | [ 52 ] |
| Secretaria de Governo                               | Responsável pelo controle e classificação de informações do governo da Paraíba. | [ 53 ] |
| Infraestrutura e dos Recursos Hídricos              | "Promover o desenvolvimento sustentável e inclusivo do Estado da Paraíba por meio da implementação de políticas públicas voltadas para a gestão eficiente dos recursos hídricos e da infraestrutura. Garantir o acesso à água de qualidade, impulsionar obras de infraestrutura que promovam o crescimento econômico, a qualidade de vida da população e a preservação do meio ambiente, assegurando o uso racional e sustentável dos recursos naturais".                                                                      | [ 54 ] |
| Juventude, Esporte e Lazer                          | "A pasta é responsável por gerir as políticas públicas voltadas à juventude, ao desporto e ao paradesporto paraibano, seja ele de base ou alto rendimento". | [ 55 ] |
| Meio Ambiente e Sustentabilidade                    | "Assegurar o uso adequado dos recursos naturais, a conservação e a recuperação dos ecossistemas, contribuindo para a sustentabilidade do desenvolvimento, por meio da formulação e gestão das políticas públicas ambientais no âmbito do Estado da Paraíba". | [ 56 ] |
| Mulher e da Diversidade Humana                      | "Promover e garantir os direitos humanos das mulheres, da população negra, das comunidades tradicionais e da população LGBTQIAPNB+, por meio da implementação de políticas públicas intersetoriais e transversais que combatam as discriminações e violências baseadas em gênero, raça/etnia e orientação sexual. Atuar na construção de uma sociedade justa e equitativa, que assegure a igualdade de oportunidades, a proteção integral e o respeito à diversidade".                                                         | [ 57 ] |
| Planejamento, Orçamento e Gestão                    | "(...)coordenar e implementar o planejamento do Estado a longo, médio e curto prazos, através da captação das necessidades da população e da elaboração e coordenação do Plano de Desenvolvimento Sustentável". | [ 58 ] |
| Procuradoria Geral do Estado                        | "Atuar de maneira proativa e inovadora na representação judicial e extrajudicial do Estado da Paraíba, priorizando a prevenção de litígios, e na orientação jurídica dos órgãos da Administração Pública, para resguardar a legalidade, assegurar a impessoalidade e promover o interesse público, atuando ativamente na construção e efetivação das políticas de Estado, com vistas à promoção da justiça e harmonia social, buscando ser referência de excelência no alcance de soluções jurídicas inovadoras e eficientes". | [ 59 ] |
| Representação Institucional                         | "Garantir a interlocução do Governo do Estado com os órgãos federais, com o COngresso Nacional, Ministérios e Governo Federal e com órgãos dos demais países. Facilitar o acesso para a discussão de parcerias e buscas de melhorias para os municípios paraibanos". | [ 60 ] |
| Saúde                                               | "Formular, coordenar e executar, por meio de uma gestão democrática e participativa, políticas públicas e programas de saúde para a efetivação das ações e serviços, de forma regionalizada e integrada, apoiando as secretarias municipais de saúde, na perspectiva de garantir a melhoria da qualidade de vida da população". | [ 61 ] |
| Segurança e Defesa Social                           | "Promover e garantir a Segurança Pública e a Defesa Social no Estado da Paraíba, por meio de ações integradas dos seus órgãos operativos, articuladas com os poderes públicos e a sociedade, visando a preservação dos direitos fundamentais e uma cultura de paz". | [ 62 ] |
| Turismo e Desenvolvimento Econômico                 | "Promover ambiente atrativo para novos negócios e fortalecimento dos setores econômicos, possibilitando o desenvolvimento sustentável e atuando em estreita articulação com entidades do setor produtivo, municípios, órgãos, academia, instituições públicas e privadas". | [ 63 ] |

### Legislativo

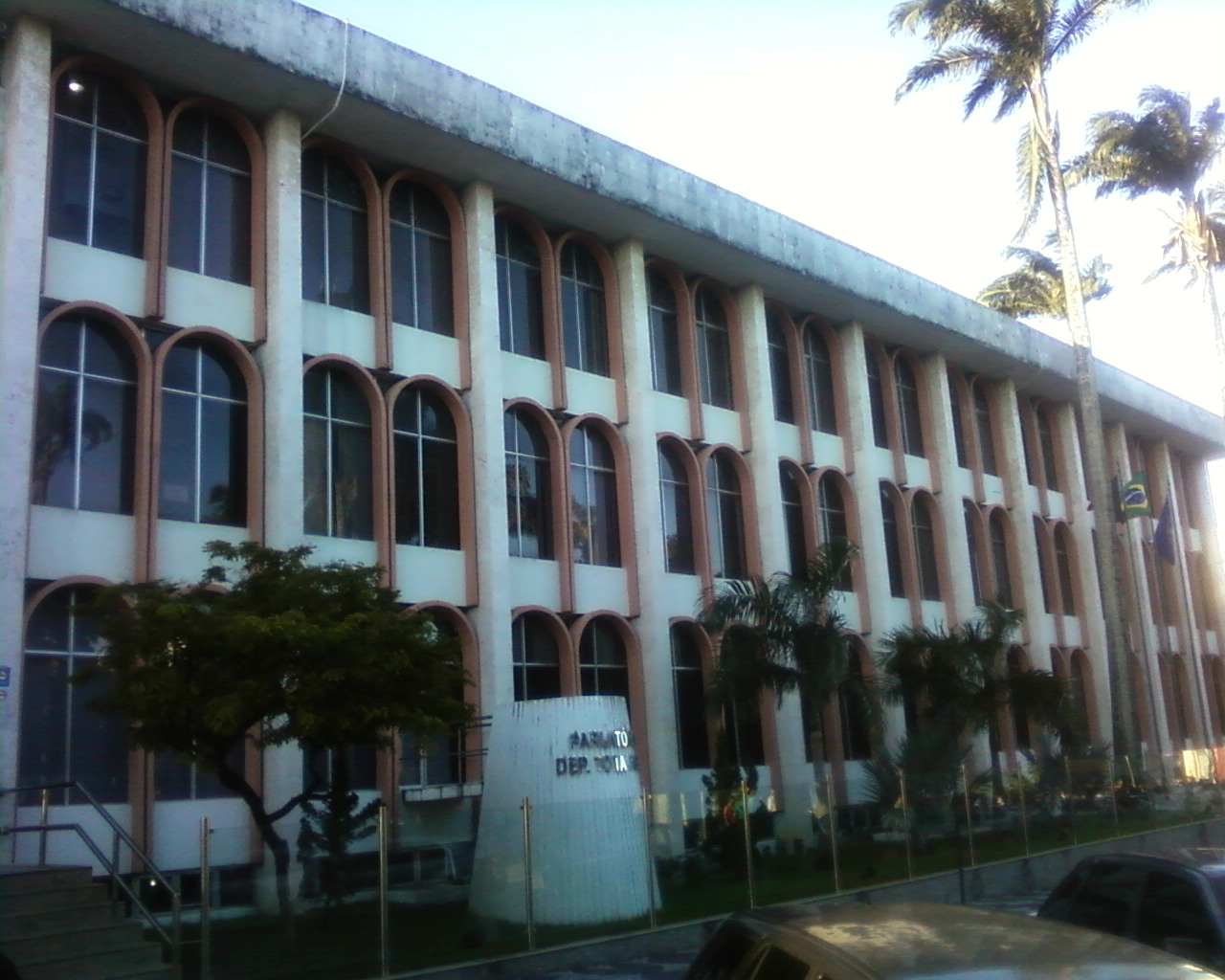
Assembleia Legislativa da Paraíba, sede do poder legislativo do estado da Paraíba, Brasil.

O poder legislativo é unicameral e representado pela Assembleia Legislativa da Paraíba, que é constituída por 36 deputados, que são eleitos a cada quatro anos, tendo a sua sede localizada na Praça João Pessoa, Centro Histórico de João Pessoa. No Congresso Nacional, a representação paraibana é de três senadores e 12 deputados federais. Os deputados estaduais possuem como principais funções propor, analisar e votar projetos de lei. O deputados também possuem como responsabilidades a fiscalização e/ou investigação do poder executivo e a elaboração das leis orçamentárias anuais.
A Assembleia Legislativa possui uma mesa diretora composta de 9 deputados, 13 comissões permanentes e, em algumas situações, os parlamentares têm o direito de formar comissões especiais, de caráter temporário, para tratar de assuntos específicos ou estabelecer uma comissão parlamentar de inquérito (CPI).

### Tribunal de Contas
O Tribunal de Contas do Estado da Paraíba (TCE-PB) tem como funções primordiais a de auxiliar o poder legislativo no controle externo de toda a administração pública e de fiscalizar a aplicação de todo o dinheiro público pertencente ao estado e municípios. Esta fiscalização ocorre em todos os poderes e nos 223 municípios paraibanos, incluídas as entidades públicas com administração descentralizada e a administração indireta (autarquias, fundações, empresas públicas e sociedades de economia mista). O Tribunal de Contas foi instituído através da Lei Nº 3.627, de 31 de agosto de 1970, sancionada pelo governador João Agripino, e instalado em 1º de março de 1971.

### Judiciário

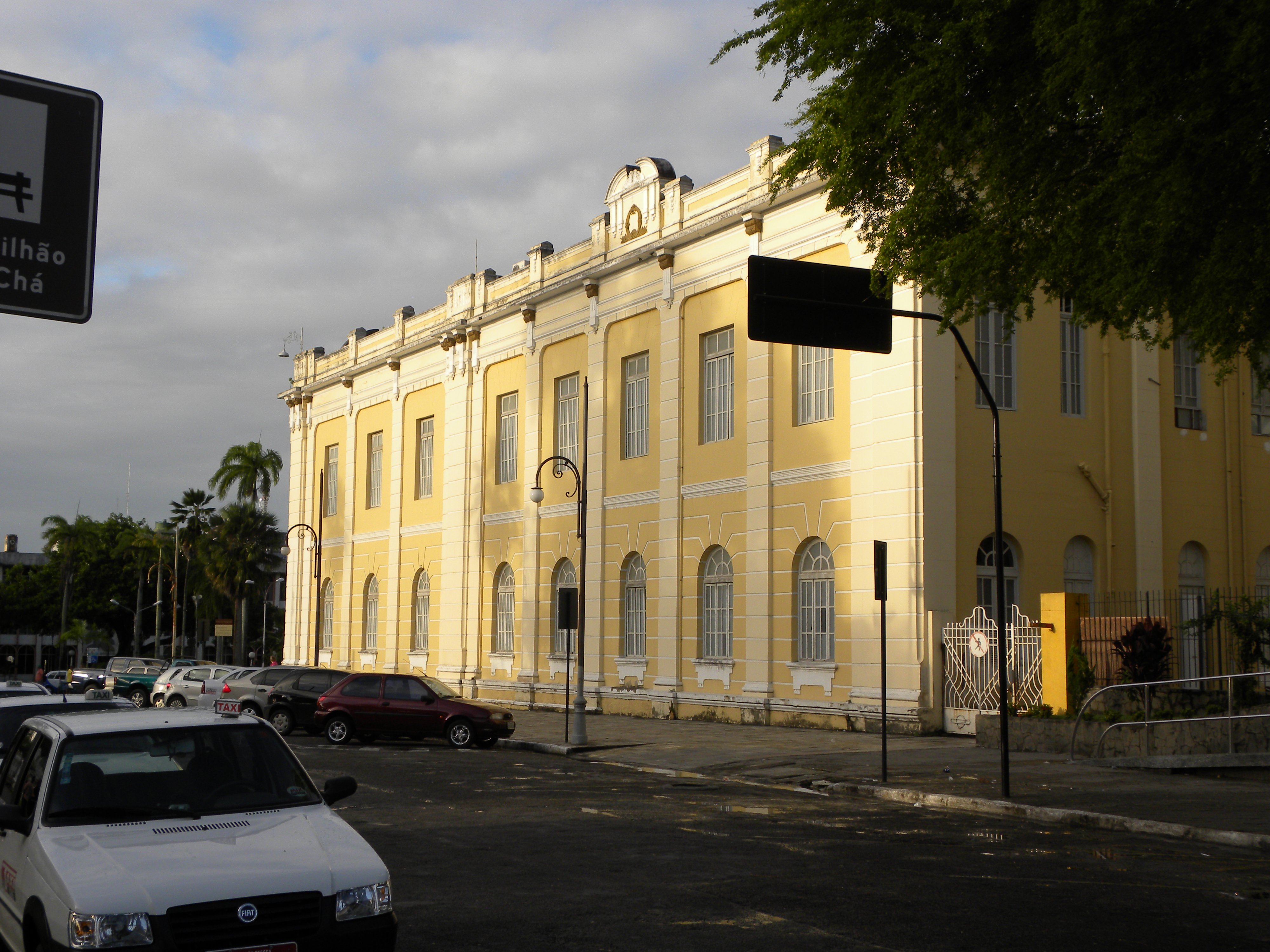
Tribunal de Justiça da Paraíba (2010).

O poder judiciário tem a função de julgar, conforme leis criadas pelo legislativo e regras constitucionais brasileiras, sendo composto por desembargadores, juízes e ministros. Atualmente, a maior corte do poder judiciário paraibano é o Tribunal de Justiça da Paraíba (TJPB), localizado na Praça João Pessoa, Centro Histórico de João Pessoa. Atualmente, o Tribunal de Justiça é constituído por um tribunal pleno de 25 desembargadores, sendo que destes, 3 ocupam a mesa diretora do tribunal para um mandato de dois anos, e 15 (incluindo os 3 da mesa diretora) compõem um Órgão Especial.
O Tribunal de Justiça da Paraíba foi criado pelo Decreto Nº 69, de 30 de setembro de 1891, como Superior Tribunal de Justiça, e instalado a 15 de outubro do mesmo ano. Todavia, com o golpe de estado aplicado por Floriano Peixoto contra o marechal Deodoro da Fonseca, em 2 de fevereiro de 1892 veio a ordem para dissolver o tribunal. O tribunal só seria reinstalado em 23 de fevereiro de 1893, após a edição do Decreto Nº 8, de 11 de fevereiro de 1893, sancionado pelo presidente do estado, Álvaro Machado.

### Ministério Público
O Ministério Público do Estado da Paraíba (MPPB) é uma subdivisão estadual do Ministério Público Federal e dentre suas funções, se destacam a defesa da ordem jurídica, ou seja, o cumprimento da lei, a investigação e controle externo da atividade policial, a defesa dos interesses individuais e coletivos dos cidadãos e a defesa do patrimônio nacional, público e social; a Constituição de 1988 assegura ao Ministério Público a autonomia funcional e administrativa, ou seja, ele não é subordinado a nenhum dos três poderes.

## Estatísticas de eleitorado
Em 2024, a Paraíba tinha um total de 3.225.312 eleitores distribuídos entre 223 municípios. Deste quantitativo, 53% eram mulheres. O crescimento do eleitorado em relação à 2022 foi de 4,3%. Dentre as pessoas aptas a votar, 24.279 (0,75%) declararam à Justiça Eleitoral ter algum tipo de deficiência, o que revela um aumento de 35% em relação à eleição de 2022 (17.932 pessoas). Quanto aos candidatos, houve a inscrição de 10,2 mil pessoas (dos quais 9.163 candidatos a vereador, disputando 2.201 vagas), sendo 66% do gênero masculino. Do total de candidaturas, 1.740 disputavam a reeleição.
João Pessoa é o município com o maior eleitorado, 566.290 pessoas, seguido por Campina Grande, com 298.888 eleitores, Santa Rita (101.702), Bayeux (75.931), Patos (68.104), Cabedelo (54.561), Cajazeiras (47.610), Sousa (47.538) e Guarabira (43.193). Destes, apenas a capital e Campina Grande estavam aptos a realizar o segundo turno, por possuírem mais de 200 mil eleitores.

### Corrupção eleitoral
Com base em dados divulgados pelo Tribunal Superior Eleitoral, o Movimento de Combate à Corrupção Eleitoral divulgou um dossiê, em 4 de outubro de 2007, listando os partidos e os estados com o maior número de parlamentares cassados por corrupção desde o ano 2000. A Paraíba aparecia em sétimo lugar na lista, com 36 parlamentares cassados, logo abaixo do Ceará (37 cassados) e acima de Goiás (33 cassados).

## Clãs políticos
Em estudo realizado em 2014 no Congresso Nacional pela Transparência Brasil, foi constatado que 44% dos políticos na Câmara dos Deputados e 64% dos senadores possuíam parentes com cargos políticos, presentes ou passados. Em relação aos partidos políticos, em 2014, o DEM (67%) e o PMDB (64%) lideravam o percentual de deputados com parentesco político, sendo o PT o de menor percentual (17%). Em alguns casos, os "herdeiros" vinham de longas linhas sucessórias, algumas literalmente com séculos de extensão. Neste aspecto, a Paraíba chama a atenção por, no citado estudo, ser o estado com maior concentração de parlamentares com parentesco político em todo o país: 92%.

### Wanderley
Famílias (ou grupos de famílias) que controlam a política regional pelo Brasil, já vinham chamando a atenção de estudiosos desde pelo menos o início do século XX, embora existissem há muito mais tempo. No caso da Paraíba, estes grupos foram inclusive nominalmente citados por Sílvio Romero em seu "Provocações e debates: contribuições para o estudo do Brasil social" (1910). Eram eles os Machados (uma óbvia alusão a Álvaro Machado), sucessores dos Neiva (de Venâncio Neiva). Mas os Wanderley, de copiosa descendência, estão envolvidos com a política nordestina desde pelo menos as Invasões Holandesas, quando por aqui chegou o mercenário alemão Gaspar Wanderley. Um dos mais recentes é o deputado federal Hugo Motta, cujo nome completo é Hugo Motta Wanderley da Nóbrega. Como destaca o estudo da Transparência Brasil, Motta é "neto da prefeita de Patos (PB), Francisca Motta (PMDB‐PB), do ex‐deputado federal Edivaldo Motta (PMDB‐PB) e do ex‐prefeito de Patos Nabor Wanderley. É filho de Nabor Wanderley Filho (PMDB‐PB), também ex‐prefeito de Patos". Por sinal, o primeiro prefeito de Patos (1895), Constantino Dantas de Góis, também era um Wanderley, apesar de não ter o sobrenome da família. Além dos já citados, a família também ocuparia o executivo municipal com Clóvis Sátyro e Sousa (1930-1931, 1935-1940 e 1947-1951) e Darcílio Wanderley de Nóbrega (1950-1955).

### Dantas
Os Wanderley de Patos eram aliados próximos dos Dantas (Corrêa de Gois), principal clã político de Teixeira, cujo líder, o Dr. Manoel Dantas, indicou o citado Constantino Dantas de Góis para a prefeitura recém-criada na cidade vizinha. O domínio dos Dantas sobre Teixeira data de pelo menos 1840, quando o tenente-coronel Lourenço Dantas Corrêa de Gois foi eleito deputado da Assembleia Provincial.

### Sátiro
Outro clã político influente em Patos, é o dos Sátiro, intimamente ligado aos Wanderley. Além do primeiro prefeito eleito por voto direto em 1935 (Clóvis Sátyro e Sousa), a família ainda faria um prefeito de João Pessoa e posteriormente, governador da Paraíba, Ernani Aires Satyro e Sousa. Ele foi também deputado federal (em oito legislaturas) e líder do governo Costa e Silva, na Câmara dos Deputados, durante a ditadura militar.

### Cunha Lima
Na Região Geográfica Imediata de Campina Grande, Areia era o tradicional reduto eleitoral dos Cunha Lima, desde fins do século XIX. Em 1921, o Cel. José Antônio Maria da Cunha Lima Filho (1886-1979), tornou-se prefeito pela primeira vez (Cunha Lima Filho, cujo pai havia sido deputado federal, seria prefeito em outras duas ocasiões). Curiosamente, em 1963 o coronel Cunha Lima Filho chegou a disputar uma eleição contra um sobrinho, Elson da Cunha Lima, filho do seu irmão - e inimigo político - Pedro da Cunha Lima. O sobrinho venceu a disputa, por apenas 23 votos de diferença.
De Areia, os Cunha Lima criaram um baluarte em Campina Grande, começando por Ivandro Cunha Lima, eleito senador na década de 1970, e que nos anos 2000 seria chefe da Casa Civil do sobrinho, Cássio Cunha Lima, governador do estado. Cássio, por sua vez, era filho de Ronaldo Cunha Lima, que foi prefeito de Campina Grande e também governador da Paraíba. Um filho de Cássio, Pedro Cunha Lima, foi deputado federal entre 2015 e 2023. Um neto de Ivandro, Bruno Cunha Lima, é o atual prefeito de Campina Grande. Um outro descendente do governador Ronaldo, Ronaldo Cunha Lima Neto, é secretário municipal em Campina Grande e suplente de vereador na cidade.

### Pessoa
Parte da Região Metropolitana de Campina Grande, Umbuzeiro é tradicional reduto eleitoral dos Pessoa (Albuquerque), que deram ao estado e ao Brasil o governador João Pessoa Cavalcanti de Albuquerque (1878-1930), e o presidente Epitácio Pessoa (1865-1942, tio de João Pessoa), que por sua vez era sobrinho de Henrique Pereira de Lucena (1835-1913), o Barão de Lucena (e 57º presidente da Câmara dos Deputados, no período imperial). Sólon de Lucena (1877-1926), sobrinho-neto do barão, foi presidente da Paraíba por dois períodos, e é avô do deputado federal e senador Humberto Lucena (1928-1998), que por sua vez é tio do atual prefeito de João Pessoa (e ex-governador) Cícero Lucena.

### Suassuna
No sertão paraibano, Catolé do Rocha é conhecida como um domínio da família Suassuna. O gentílico é oriundo do riacho Suaçuna, em Jaboatão dos Guararapes (PE), onde a partir do século XVIII, a família Cavalcanti Albuquerque era proprietária do Engenho Suassuna. Posteriormente, incorporaram o "Suassuna" (ou Suaçuna) ao nome. Os Suassuna constituíam-se num importante grupo político da capitania de Pernambuco, e em 1801, três de seus membros, os irmãos Francisco, Luiz e José de Hollanda Cavalcanti de Albuquerque, estiveram envolvidos numa fracassada tentativa de decretar a independência da capitania, a "Conspiração dos Suassunas". O revés não parece ter abalado o prestígio da família, pois já nos anos 1840, Pedro Cavalcanti de Albuquerque (barão e posteriormente visconde de Camaragibe) era identificado como um dos líderes do Partido Conservador, tanto na província quanto no Império. Todavia, no que tange a Catolé do Rocha, o fundador do ramo local da família foi Alexandrino Felício Suassuna, proprietário rural e pai de João Urbano Pessoa de Vasconcelos Suassuna, 14º presidente da Paraíba (1924-1928), assassinado em 1930 poucos meses depois de João Pessoa, seu adversário político. Em Catolé, os Suassuna têm os Maia ora como adversários políticos, ora como aliados (inclusive por laços de casamento); a rixa entre as famílias chegou às páginas dos jornais, inclusive do Sudeste em 1985, embora o título dado à reportagem seja exagerado ("Há cinqüenta anos os Maia e os Suassuna se matam"): não consta que tenham ocorrido mortes entre os dois grupos. Outro nome destacado no clã, embora não tenha seguido a vertente política, é Ariano Suassuna (1927-2014), filho de João Suassuna.

### Maranhão
Em Araruna, localizada na Região Geográfica Imediata de Guarabira, norte do estado, os Maranhão são o principal clã político. O primeiro destaque da família na política regional foi José Targino Pereira da Costa, vice-governador na chapa de Osvaldo Trigueiro e que se tornou governador (1950-1951) quando o titular renunciou para candidatar-se à uma vaga na Câmara dos Deputados. Um filho de José Targino, Benjamim Gomes Maranhão, foi prefeito de Araruna na década de 1950. Mas um neto de José Targino, José Maranhão (1933-2021), foi sem sombra de dúvida, o representante mais bem-sucedido da família na seara política: deputado estadual (quatro mandatos consecutivos), deputado federal (três mandatos consecutivos), vice-governador, governador (1995-2002 e 2009-2011) e senador (2003-2009 e 2015-2021).

### Bezerra
Em Bananeiras, localizada no Planalto da Borborema e na Região Geográfica Imediata de Guarabira, os Bezerra Cavalcanti constituem-se num importante grupo político desde pelo menos a década de 1920, quando Odon Bezerra Cavalcanti (filho do grande proprietário rural Leopoldo Bezerra Cavalcanti) elegeu-se prefeito da cidade (1928). Odon Bezerra, seria ainda deputado federal (até 1937, quando se deu o golpe do Estado Novo), interventor federal na Paraíba (1945), e deputado estadual até sua morte, em 1949. Odon Bezerra era primo de Clóvis Bezerra Cavalcanti, que foi governador do estado, de maio de 1982 a março de 1983. Outro importante nome da família no cenário paraibano, é o de Hervázio Bezerra, vereador em João Pessoa entre 1993-2012, e atualmente exercendo o mandato de deputado estadual; seu filho, o vereador Léo Bezerra, é o atual vice-prefeito da capital paraibana. Um irmão de Hervázio Bezerra, Odon Bezerra Cavalcanti Sobrinho, é vereador em João Pessoa. Com atuação mais destacada em Bananeiras, caberia ressaltar Augusto Bezerra Cavalcanti Neto, prefeito da cidade por três vezes. Os Bezerra Cavalcanti também estão presentes na história pernambucana desde o século XVIII, com Leonardo Cavalcanti de Albuquerque Bezerra, líder da Guerra dos Mascates, e Agostinho Bezerra Cavalcanti de Souza, que participou e perdeu a vida por conta da Confederação do Equador.

## Símbolos estaduais

### Bandeira

Bandeira da Paraíba

A bandeira atual da Paraíba data de 1930, e foi oficializada pelo governador Pedro Gondim, através do Decreto Nº 3.919, de 26 de julho de 1965. Confeccionada em preto (ocupando um terço da bandeira) e vermelho (dois terços), com a inscrição "NEGO" (verbo "negar" no presente do indicativo da primeira pessoa do singular) em branco, no centro da faixa vermelha. A parte em negro é a que fica do lado do mastro.
O preto representa o luto pela morte de João Pessoa, em 1930, e o vermelho à cor da Aliança Liberal, de Getúlio Vargas e João Pessoa. A palavra "nego" remete à negativa de João Pessoa em dar apoio ao candidato de Washington Luís, Júlio Prestes.

### Brasão

Brasão da Paraíba.

O brasão da Paraíba foi oficializado pelo presidente estadual Castro Pinto (1912-1915), e é usado como timbre em documentos oficiais. Ostenta um escudo encimado por uma estrela de cinco pontas contendo um barrete frígio (simbolizando a liberdade); o escudo é emoldurado de azul, com quinze estrelas brancas, representando as unidades administrativas do estado. Pintado no escudo, há um homem guiando um rebanho (sertão) e o sol nascente no horizonte (litoral). À volta do escudo, um ramo de cana de açúcar à esquerda e um de algodão à direita. Abaixo do escudo, uma faixa vermelha com a data de fundação da capital do estado (5 de agosto de 1585).

### Hino
Com letra de Aurélio de Figueiredo e música de Abdon Milanez, o hino da Paraíba foi apresentado pela primeira vez em 30 de junho de 1905, mas só foi oficializado em 1979. Todavia, alegando que o atual "não reflete a identidade e a cultura do estado", o deputado estadual Hervázio Bezerra deu entrada numa proposta em 2023, para que fosse escolhido um novo hino.